# Caroline von Keyserling

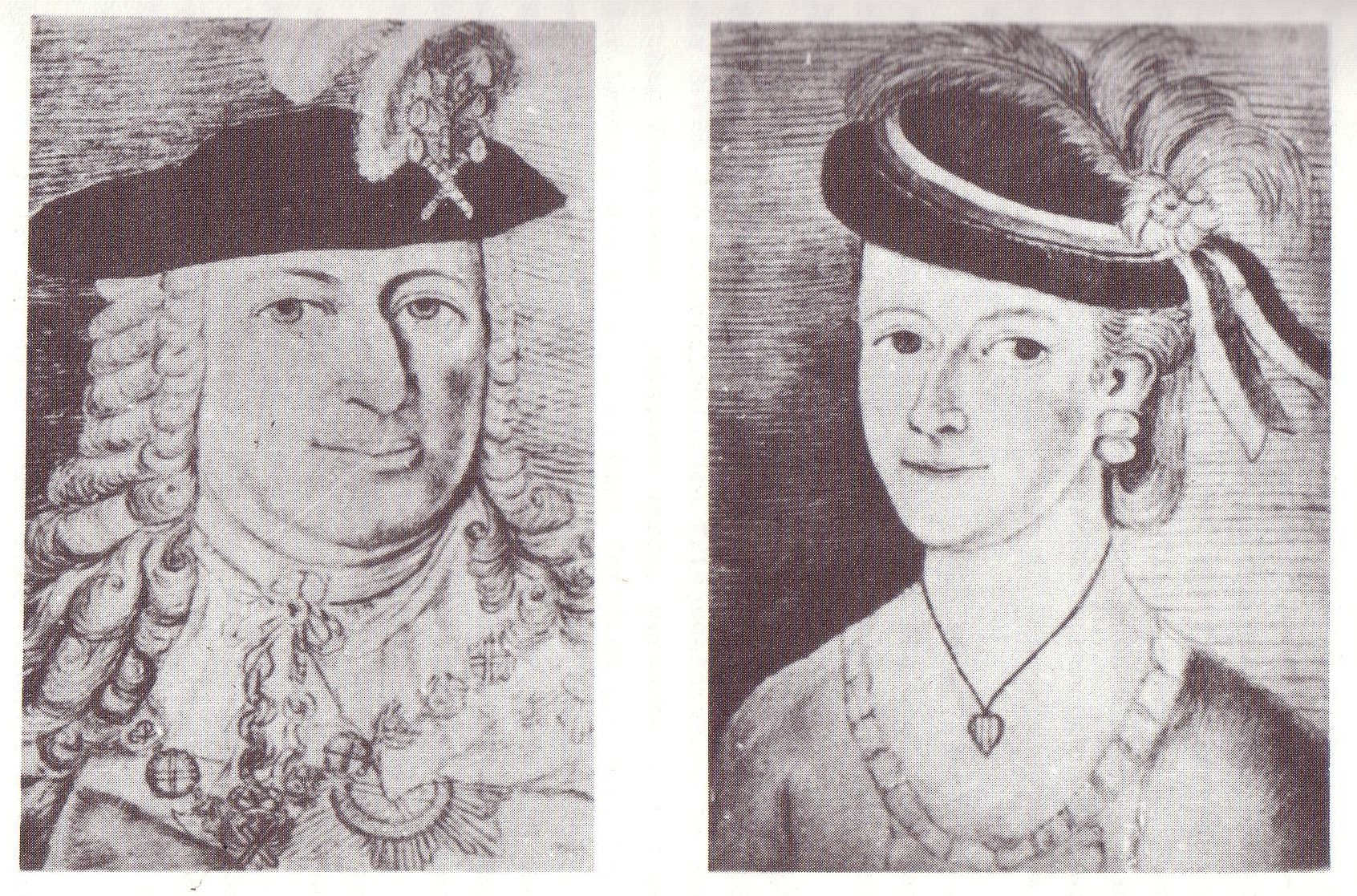
Graf Heinrich von Keyserling und Gräfin Caroline

Gräfin Caroline Charlotte Amalie von Keyserlingk, eigene Schreibweise Keyserling (* 2. Dezember 1727 in Königsberg (Preußen); † 24. August 1791 ebenda), war eine Künstlerin und  Gesellschaftsdame im Zeitalter der Aufklärung. Mit ihrem Mann unterhielt sie in Königsberg den berühmten Musenhof der Keyserlings. Hochbegabt und aufgeschlossen für alles Schöne, war Caroline für Johann Friedrich Reichardt „eine prächtige, königliche Frau“, für Immanuel Kant „die Zierde ihres Geschlechts“.

## Leben
Caroline war die Tochter des Erbtruchsess Karl Ludwig Truchseß von Waldburg und seiner Frau Sophie Charlotte geb. Gräfin von Wylich und Lottum. 1744 heiratete Caroline Graf Gebhardt Johann von Keyserlingk (1699–1761) aus Kurland. Mit der Unterweisung ihrer beiden Söhne beauftragten sie den Vordenker der Aufklärung Immanuel Kant, mit dem sie zeitlebens gegenseitige Verehrung verband. Im Siebenjährigen Krieg wurde das Truchsessische Gut Capustigall bei Königsberg ein Mittelpunkt der Gesellschaft. Zu den Gästen gehörten auch russische Offiziere. Der russische General Fermor und sein Nachfolger als Gouverneur, Generalleutnant Nikolaus Friedrich von Korff, gehörten zu Carolines Verehrern. 1761 starb ihr Mann, dem Friedrich II. (Preußen) 1744 den Grafentitel verliehen hatte. Als der Frieden von Hubertusburg verhandelt wurde, heiratete Caroline 1763 einen Neffen ihres Mannes, den ebenfalls verwitweten Reichsgrafen Heinrich von Keyserling. Die Ehe mit Heinrich blieb kinderlos.

### Aufklärung

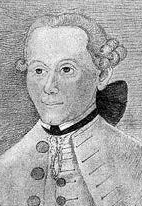
Carolines Kant

Als junge Frau übersetzte Caroline Gottscheds Erste Gründe der gesamten Weltweisheit in die Französische Sprache. Zum Dank widmete er ihr die 6. Auflage des Werks (1756). Für Zeitschriften schrieb sie anonyme Aufsätze. Christian Jakob Kraus, dem Kant 1777 eine Hofmeisterstelle im Keyserlingschen Hause verschafft hatte, rühmte ihre Belesenheit in (französischer) Literatur und Naturwissenschaften.
Mit seiner Familie wohnte Reichardt auf dem Grundstück der Keyserlings. Er unterrichtete Caroline im Lautenspiel. Mit ihm und seinem Sohn spielte und sang sie bei Abendmusiken, bei denen Friedrich Wilhelm II. (Schleswig-Holstein-Sonderburg-Beck) ein häufiger Gast war. Als Malerin und Zeichnerin war Caroline hoch talentiert. Sie malte historische Szenen und sakrale Gegenstände in Miniatur und kopierte Bilder von Nicolaas Berghem, Adriaen van der Werff und anderen in Pastell. Johann III Bernoulli bewunderte ihre große Sammlung von gelungenen Porträts bekannter Persönlichkeiten. Auch ihn hatte sie porträtiert. In seinen Kurzen Reisebeschreibungen schreibt er über sie: „Sie zeichnet und malt nach dem Urtheil der Kenner vortrefflich sowohl in Pastel als mit Oel- und Wasserfarben; sticht auch in Kupfer.“ Im Archiv von Schloss Rautenburg, Kreis Niederung, befanden sich zwei Mappen mit 98 und 83 Bleistiftzeichnungen und  Brustbildern von Persönlichkeiten. Die Blätter auf gelblichem Papier sind 25 × 35,5 cm groß, einige mit Rotstift getönt, auf graublauen Bogen aufgeklebt und sämtlich undatiert.  83 Bilder sind namentlich bekannt, darunter Frederic Guillaume Prince de Prusse, Guillaume Prince de Bronswic, Professeur Kant, Stanislas l Auguste, Roi de Pologne. Bei Mühlpfordt außerdem aufgeführt sind Carolines erster Mann Gebhardt von Keyserling, Prinz Heinrich, Johann Friedrich Domhardt, Gräfin Dohna-Lauck, die Herzogin von Kurland, die Herzogin von Weimar, zwei Grafen Dönhoff, der Kriegsminister Friedrich von der Groeben, der Kanzler Baron von Korff, der Husarengeneral von Lossow und der spätere Königsberger Gouverneur von Stutterheim. Bekannt ist nur das Bild des jungen Kant.
Auf Vorschlag von Daniel Chodowiecki wurde Caroline von Keyserling am 8. Juni 1786 Ehrenmitglied der Königlich-Preußischen Akademie der Künste und mechanischen Wissenschaften.
„Von hoch und niedrig sehr betrauert“, starb sie vier Jahre nach ihrem zweiten Mann im Alter von 64 Jahren an der „Gallenkrankheit“. Wie ihre beiden Ehegatten wurde sie in der Kirche von Lappienen in der Niederung beigesetzt. Der Pfarrer Georg Heinrich Leo zitierte in seiner (bei Johann Heinrich Hartung gedruckten) Grabrede die Inschrift auf dem Sargdeckel: „Sie war die Freude derer, die Sie kannten und genießet die Belohnung guter Thaten, mit welchen Ihr ganzes Leben geschmücket war.“

### Musenhof der Keyserlings
Carolines erster Mann Gebhardt kaufte das Barockpalais auf dem Vorderroßgarten in Königsberg 1755 von Graf Albrecht Ernst von Schlieben. Vorher hatte es dem Kämmerer Grafen zu Solms und Tecklenburg gehört. Carolines zweiter Mann Heinrich kaufte die benachbarten Grundstücke dazu und begann mit dem Ausbau des gesamten Komplexes. Im Königsberger Schlossteich ließ er die malerische Halbinsel aufschütten. Im Park errichtete er Gästepavillons und ein „Comoedien-haus“, ein Gebäude für Theateraufführungen. Das Palais füllte er „mit kostbaren Möbeln, Bildern, Büchern und Chinoiserien im französischen Geschmack“. Das Appartement der Gräfin war „zugleich ein prächtiges Künstler-Atelier“. Kostbare Equipagen, Lakaien in prachtvollen Livreen, Mohren und Heiducken boten das Bild einer fürstlichen Hofhaltung. Bälle, Abendgesellschaften, Mittagstafeln, Gartenfeste und Abendmusiken waren an der Tagesordnung.  Seit 1769 wohnten die Keyserlings (mit Ausnahme der Jahre 1774/75) ständig in dem Palais.
Dort traf sich die Geburts- und Geistesaristokratie aus dem Königreich Preußen und dem Baltikum. Fürstliche Besucher waren der Erbprinz von Hessen-Kassel, die Landgräfin von Hessen-Darmstadt, der russische Großfürst Paul Petrowitsch und 1780 der Prinz von Preußen, der spätere König Friedrich Wilhelm II. Zu den bürgerlichen Gästen gehörten Hamann, von Hippel, Kraus, Mangelsdorf, der Organist Richter und der Kriegsrat Scheffner. Als ständiger Ehrengast war Kant die geistige Mitte des Hauses.

„Dieses Haus ist die Krone des ganzen Adels, unterscheidet sich von allen übrigen durch Gastfreiheit, Wohltätigkeit, Geschmack.“

### Weiterverwendung des Palais
Nachdem Carolines älterer Stiefsohn Carl Philipp Anton früh gestorben war, verkaufte der jüngere Bruder Albrecht Johann Otto das Palais 1796 für 20.000 Taler an den Mechanicus Loyal. Drei Jahre später erwarb es der Bancodirektor Otto Ludwig Krüger für 24.000 Taler. 1809 kam es wieder in adelige Hände, als Friedrich Wilhelm III. (Preußen) es als Sommerpalais für den Kronprinzen kaufte, für 32.000 Taler. 1830 wurde es Dienstwohnung des Kommandierenden Generals.
Ein Teil des Gartens wurde 1908 für die neue Stadthalle (Königsberg) abgetreten, um den Zugang vom Schlossteich zu ermöglichen. So „fiel das Zentrum des musikalischen Königsbergs in der ersten Hälfte des 20. Jahrhunderts räumlich mit dem Königsberger Musenhof des 18. Jahrhunderts zusammen“.